# Циглер, Михаил Александрович
Михаил Александрович Циглер (1867—1916) — полковник Отдельного корпуса пограничной стражи, герой Первой мировой войны.

## Биография
Родился 7 сентября 1867 года, происходил из дворян Харьковской губернии.
Начальное образование получил в Александровской Корочанской гимназии, после чего поступил в Елисаветградское кавалерийское юнкерское училище.
На военную службу выпущен 2 августа 1885 году юнкером в 108-й пехотный Саратовский полк. За время службы в этом полку Циглер получил чины подпоручика (14 декабря 1888 года, поручика (15 мая 1893 года со старшинством от 14 декабря 1892 года) и штабс-капитана (22 октября 1900 года со старшинством от 6 мая того же года).
30 октября 1902 года Циглер из армейской пехоты был переведён в Отдельный корпус пограничной стражи (ОКПС) с переименованием в штабс-ротмистры, 18 ноября был назначен в Заамурский округ ОКПС. В 1904—1905 годах он принимал участие в русско-японской войне и 6 декабря 1904 года за отличие был произведён в ротмистры, также он был награждён орденом св. Станислава 2-й степени с мечами.
По окончании войны Циглер состоял при штабе 2-й бригады Заамурского округа ОКПС и был помощником начальника Харбинской полиции. 1 апреля 1910 года Циглер был переименован в капитаны и получил в командование роту в 4-м пограничном Заамурском пехотном полку.
Накануне Первой мировой войны, 26 мая 1914 года, Циглер был произведён в подполковники. С 24 сентября 1914 года командовал 2-м батальоном 4-го пограничного Заамурского пехотного полка и сражался с немцами на Западном фронте. В начале 1916 года Циглер был назначен командиром 9-го пограничного Заамурского пехотного полка и принял участие в Брусиловском прорыве. Высочайшим приказом от 23 мая 1916 года Циглер был награждён орденом св. Георгия 4-й степени
За отличия в 4-м пограничном Заамурском пехотном полку.
Однако этот орден Циглер получить не успел, поскольку за день до приказа он был убит. 5 сентября 1916 года он был посмертно произведён в генерал-майоры.
Среди прочих наград Циглер имел ордена св. Станислава 3-й степени (1899 год), св. Анны 3-й степени (1903 год), св. Анны 2-й степени (1905 год) и св. Владимира 4-й степени (1913 год).